# Reprezentacja Serbii w piłce ręcznej mężczyzn
Reprezentacja Serbii w piłce ręcznej mężczyzn (serb. Rukometna reprezentacija Srbije, Рукометна репрезентација Србије) – zespół piłki ręcznej, biorący udział w imieniu Serbii w meczach i międzynarodowych turniejach. Uważany za kontynuatora reprezentacji Federalnej Republiki Jugosławii (lata 1992–2003) oraz Serbii i Czarnogóry (lata 2003–2006).

## Udział w międzynarodowych turniejach

### Igrzyska olimpijskie
| 1972 | Nie brała udziału, była częścią SFRJ | Nie brała udziału, była częścią SFRJ |  |
| 1976 | Nie brała udziału, była częścią SFRJ | Nie brała udziału, była częścią SFRJ |  |
| 1980 | Nie brała udziału, była częścią SFRJ | Nie brała udziału, była częścią SFRJ |  |
| 1984 | Nie brała udziału, była częścią SFRJ | Nie brała udziału, była częścią SFRJ |  |
| 1988 | Nie brała udziału, była częścią SFRJ | Nie brała udziału, była częścią SFRJ |  |
| 1992 | Nie brała udziału                    | Nie brała udziału                    |  |
| 1996 | Nie zakwalifikowała się              | Nie zakwalifikowała się              |  |
| 2000 | Awans                                | IV miejsce                           |  |
| 2004 | Nie zakwalifikowała się              | Nie zakwalifikowała się              |  |
| 2008 | Nie zakwalifikowała się              | Nie zakwalifikowała się              |  |
| 2012 | Awans                                | IX miejsce                           |  |
| 2016 | Nie zakwalifikowała się              | Nie zakwalifikowała się              |  |

### Mistrzostwa świata
| 1938   | Nie brała udziału, była częścią Królestwa Jugosławii | Nie brała udziału, była częścią Królestwa Jugosławii |  |
| 1954   | Nie brała udziału, była częścią SFRJ                 | Nie brała udziału, była częścią SFRJ                 |  |
| 1958   | Nie brała udziału, była częścią SFRJ                 | Nie brała udziału, była częścią SFRJ                 |  |
| 1961   | Nie brała udziału, była częścią SFRJ                 | Nie brała udziału, była częścią SFRJ                 |  |
| 1964   | Nie brała udziału, była częścią SFRJ                 | Nie brała udziału, była częścią SFRJ                 |  |
| 1967   | Nie brała udziału, była częścią SFRJ                 | Nie brała udziału, była częścią SFRJ                 |  |
| 1970   | Nie brała udziału, była częścią SFRJ                 | Nie brała udziału, była częścią SFRJ                 |  |
| 1974   | Nie brała udziału, była częścią SFRJ                 | Nie brała udziału, była częścią SFRJ                 |  |
| 1978   | Nie brała udziału, była częścią SFRJ                 | Nie brała udziału, była częścią SFRJ                 |  |
| 1982   | Nie brała udziału, była częścią SFRJ                 | Nie brała udziału, była częścią SFRJ                 |  |
| 1986   | Nie brała udziału, była częścią SFRJ                 | Nie brała udziału, była częścią SFRJ                 |  |
| 1990   | Nie brała udziału, była częścią SFRJ                 | Nie brała udziału, była częścią SFRJ                 |  |
| 1993   | Nie brała udziału                                    | Nie brała udziału                                    |  |
| 1995   | Nie brała udziału                                    | Nie brała udziału                                    |  |
| 1997   | Awans                                                | IX miejsce                                           |  |
| 1999   | Awans                                                | III miejsce                                          |  |
| 2001   | Awans                                                | III miejsce                                          |  |
| 2003   | Awans                                                | VII miejsce                                          |  |
| 2005   | Awans                                                | V miejsce                                            |  |
| 2007   | Nie zakwalifikowała się                              | Nie zakwalifikowała się                              |  |
| 2009   | Awans                                                | VIII miejsce                                         |  |
| 2011   | Awans                                                | X miejsce                                            |  |
| 2013   | Awans                                                | X miejsce                                            |  |
| 2015   | Nie zakwalifikowała się                              | Nie zakwalifikowała się                              |  |
| 2017   | Nie zakwalifikowała się                              | Nie zakwalifikowała się                              |  |
| / 2019 | Awans                                                | XVIII miejsce                                        |  |

### Mistrzostwa Europy
| 1994 | Nie brała udziału       | Nie brała udziału       |  |
| 1996 | Awans                   | III miejsce             |  |
| 1998 | Awans                   | V miejsce               |  |
| 2000 | Nie zakwalifikowała się | Nie zakwalifikowała się |  |
| 2002 | Awans                   | X miejsce               |  |
| 2004 | Awans                   | VIII miejsce            |  |
| 2006 | Awans                   | IX miejsce              |  |
| 2008 | Nie zakwalifikowała się | Nie zakwalifikowała się |  |
| 2010 | Awans                   | XIII miejsce            |  |
| 2012 | Gospodarz               | II miejsce              |  |
| 2014 | Awans                   | XIII miejsce            |  |
| 2016 | Awans                   | XV miejsce              |  |
| 2018 | Awans                   | XII miejsce             |  |
| 2020 | Awans                   | XX miejsce              |  |
| 2022 | Awans                   | XIV miejsce             |  |